# 大野真本
大野 真本（おおの の まもと、生没年不詳）は、奈良時代の貴族。参議・大野東人の孫で、鎮守判官・大野横刀の子。姓は朝臣。官位は従五位上・下総介。

## 経歴
天平宝字8年（764年）9月に藤原仲麻呂の乱が発生すると、12日に真本は佐伯国益・佐伯伊多智らとともに従五位下に昇叙され、孝謙上皇方として活動する。同18日の午前11時から午後5時頃まで、真本は佐伯三野らとともに、近江国高嶋郡三尾埼（みおのさき）に到来した恵美押勝（藤原仲麻呂）軍と交戦する。戦線は膠着状態で孝謙上皇方の疲労の色が濃厚になったころ、藤原蔵下麻呂が援軍を引き連れて到来した一方で、押勝の息子・真先が手勢を引き連れて退却したため、これに乗じて押勝軍を多数殺傷した。
称徳朝の天平神護2年（766年）真本は下総介に任ぜられる。宝亀元年（770年）光仁天皇の即位に伴い、佐伯国益・石上家成・藤原小黒麻呂らとともに従五位上に昇叙された。

## 官歴
『続日本紀』による。
- 時期不詳：正六位上
- 天平宝字8年（764年） 9月12日：従五位下
- 天平神護2年（766年） 3月26日：下総介
- 宝亀元年（770年） 10月1日：従五位上

## 系譜
- 父：大野横刀[2]
- 母：不詳
- 生母不詳の子女
  - 男子：大野真雄（764-819）[2]
  - 男子：大野仲雄[2]
  - 男子：大野主男[2]